# Liga Campionilor EHF Feminin 2022-2023
Liga Campionilor EHF Feminin 2022-23 a fost a 30-a ediție a Ligii Campionilor EHF Feminin, competiția celor mai bune cluburi de handbal feminin din Europa, organizată și supervizată de Federația Europeană de Handbal.

## Formatul competiției
La fel ca și în cele două ediții anterioare, cea din 2022–2023 a început cu o fază preliminară alcătuită din 16 echipe, împărțite în două grupe de câte opt. Partidele s-au desfășurat după sistemul fiecare cu fiecare, cu meciuri pe teren propriu și în deplasare. Primele două echipe din fiecare grupă s-au calificat direct în sferturile de finală, în timp ce echipele clasate pe locurile 3–6 au jucat într-un playoff.
Fazele eliminatorii au fost alcătuite din patru runde: play-off, sferturi de finală și un turneu Final4, care a cuprins două semifinale și o finală. În sferturile de finală, celor 4 echipe calificate direct din faza grupelor li s-au alăturat cele 4 câștigătoare ale meciurilor din play-off. Cele 8 echipe rezultate au jucat câte două în meciuri pe teren propriu și în deplasare, iar cele patru câștigătoare pe baza scorului general ale acestor meciuri s-au calificat în turneul Final4.
În turneul Final4, semifinalele și finala s-au jucat în câte o singură manșă, în sala MVM Dome.

## Repartizarea echipelor
17 echipe din 11 țări s-au înscris pentru un loc în faza grupelor competiției, din care 9 echipe având un loc asigurat. Locul rezervat Rusiei a fost vacant, după suspendarea echipelor din Rusia și Belarus din toate competițiile organizate de Federația Europeană de Handbal, ca urmare a invadării Ucrainei.
| Echipe campioane (loc asigurat) | Solicitări pentru un loc suplimentar (națiuni cu un loc deja asigurat) | Solicitări de wild-card 0 |
| ------------------------------- | ---------------------------------------------------------------------- | ------------------------- |
| RK Lokomotiva Zagreb            | Brest Bretagne Handball                                                | DHK Baník Most            |
| Odense Håndbold                 | Borussia Dortmund                                                      | RK Krim                   |
| Team Esbjerg                    | FTC-Rail Cargo Hungaria                                                | Kastamonu Belediyesi GSK  |
| Metz Handball                   | Storhamar HE                                                           |                           |
| SG BBM Bietigheim               | CSM București                                                          |                           |
| Győri Audi ETO KC               |                                                                        |                           |
| Budućnost BEMAX                 |                                                                        |                           |
| Vipers Kristiansand             |                                                                        |                           |
| CS Rapid București              |                                                                        |                           |

Lista finală a celor 16 participante a fost făcută publică de Comitetul Executiv al EHF pe 27 iunie 2022. Solicitarea Borussiei Dortmund nu a fost confirmată.
| RK Lokomotiva Zagreb    | DHK Baník Most  | Odense Håndbold     | Team Esbjerg             |
| Brest Bretagne Handball | Metz Handball   | SG BBM Bietigheim   | FTC-Rail Cargo Hungaria  |
| Győri Audi ETO KC       | Budućnost BEMAX | Vipers Kristiansand | Storhamar HE             |
| CS Rapid București      | CSM București   | RK Krim Mercator    | Kastamonu Belediyesi GSK |

## Tragerea la sorți
Distribuția echipelor în urnele valorice a fost anunțată pe 30 iunie 2022.
| Urna 1                                                              | Urna a 2-a                                                 | Urna a 3-a                                                                | Urna a 4-a                                                           |
| ------------------------------------------------------------------- | ---------------------------------------------------------- | ------------------------------------------------------------------------- | -------------------------------------------------------------------- |
| Vipers Kristiansand Győri Audi ETO KC Metz Handball Odense Håndbold | CS Rapid București ŽRK Budućnost RK Krim SG BBM Bietigheim | Storhamar HE FTC-Rail Cargo Hungaria Brest Bretagne Handball Team Esbjerg | DHK Baník Most RK Lokomotiva Zagreb Kastamonu Bld. GSK CSM București |

Tragerea la sorți a avut loc pe 1 iulie 2022, de la ora locală 11:00, la sediul EHF de la Viena, Austria, și a fost transmisă în direct pe canalul ehfTV, pe canalul YouTube Home of Handball și pe contul de Facebook al Ligii Campionilor EHF, fiind acoperită și pe rețelele de socializare Twitter și Instagram.

## Faza grupelor
Cele 16 echipe au fost extrase în două grupe de câte opt, cu restricția ca echipele din aceeași țară să nu poată fi extrase în aceeași grupă. În urma tragerii la sorți au rezultat cele două grupe de mai jos.
În fiecare grupă, echipele au jucat una împotriva celeilalte după sistemul fiecare cu fiecare, cu meciuri pe teren propriu și în deplasare. 
| Modul de departajare |
| --- |
| În faza grupelor, echipele au fost departajate pe bază de punctaj (2 puncte pentru victorie, 1 punct pentru meci egal, 0 puncte pentru înfrângere). La terminarea fazei grupelor, dacă două sau mai multe echipe dintr-o grupă au acumulat același număr de puncte, atunci departajarea lor s-a făcut conform capitolului 4.3, secțiunea 4.3.1.1 din regulament, ținând cont de următoarele criterii și în următoarea ordine: 1. Cel mai mare număr de puncte obținute în meciurile directe; 2. Golaveraj superior în meciurile directe; 3. Cel mai mare număr de goluri înscrise în meciurile directe (sau în meciul din deplasare, în cazul sistemului tur-retur); 4. Golaveraj superior în toate meciurile din grupă; 5. Cel mai bun golaveraj pozitiv în toate meciurile din grupă; Regulamentul preciza că, dacă folosind criteriile de mai sus va fi determinat locul uneia din echipele cu punctaj egal, criteriile vor fi din nou folosite în aceeași ordine până va fi determinat locul tuturor echipelor. În situația în care echipele ar fi rămas la egalitate și după folosirea criteriilor de mai sus, atunci Federația Europeană de Handbal ar fi luat o decizie de departajare prin tragere la sorți. În timpul fazei grupelor, doar criteriile 4–5 s-au aplicat pentru a determina clasamentul provizoriu al echipelor. |

### Grupa A
| Loc | Echipa                  | MJ | V  | E | Î  | GM  | GP  | DG   | Pct | Calificare           |
| --- | ----------------------- | -- | -- | - | -- | --- | --- | ---- | --- | -------------------- |
| 1   | Vipers Kristiansand     | 14 | 11 | 1 | 2  | 456 | 373 | +83  | 23  | Sferturile de finală |
| 2   | CSM București           | 14 | 10 | 2 | 2  | 439 | 386 | +53  | 22  | Sferturile de finală |
| 3   | Odense Håndbold         | 14 | 8  | 0 | 6  | 398 | 373 | +25  | 16  | Playoff              |
| 4   | FTC-Rail Cargo Hungaria | 14 | 7  | 1 | 6  | 407 | 374 | +33  | 15  | Playoff              |
| 5   | RK Krim Mercator        | 14 | 6  | 0 | 8  | 399 | 405 | −6   | 12  | Playoff              |
| 6   | Brest Bretagne Handball | 14 | 5  | 2 | 7  | 377 | 378 | −1   | 12  | Playoff              |
| 7   | SG BBM Bietigheim       | 14 | 5  | 2 | 7  | 432 | 388 | +44  | 12  |                      |
| 8   | DHK Baník Most          | 14 | 0  | 0 | 14 | 347 | 578 | −231 | 0   |                      |

1. 1 2 3  Krim 6 puncte, golaveraj +4; Brest 3 puncte, golaveraj 0; Bietigheim 3 puncte, golaveraj −4

### Grupa B
| Loc | Echipa               | MJ | V  | E | Î  | GM  | GP  | DG   | Pct | Calificare           |
| --- | -------------------- | -- | -- | - | -- | --- | --- | ---- | --- | -------------------- |
| 1   | Metz Handball        | 14 | 12 | 1 | 1  | 429 | 352 | +77  | 25  | Sferturile de finală |
| 2   | Győri Audi ETO KC    | 14 | 11 | 0 | 3  | 444 | 347 | +97  | 22  | Sferturile de finală |
| 3   | Team Esbjerg         | 14 | 10 | 0 | 4  | 455 | 367 | +88  | 20  | Playoff              |
| 4   | CS Rapid București   | 14 | 9  | 2 | 3  | 441 | 404 | +37  | 20  | Playoff              |
| 5   | Budućnost BEMAX      | 14 | 6  | 1 | 7  | 346 | 366 | −20  | 13  | Playoff              |
| 6   | Storhamar HE         | 14 | 4  | 0 | 10 | 377 | 406 | −29  | 8   | Playoff              |
| 7   | Kastamonu Bld. GSK   | 14 | 1  | 1 | 12 | 341 | 452 | −111 | 3   |                      |
| 8   | RK Lokomotiva Zagreb | 14 | 0  | 1 | 13 | 276 | 415 | −139 | 1   |                      |

1. 1 2  Team Esbjerg 67–64 Rapid București

## Fazele eliminatorii

### Playoff
| Echipa 1                | Scor gen. | Echipa 2                | Tur   | Retur |
| ----------------------- | --------- | ----------------------- | ----- | ----- |
| Storhamar HE            | 52 – 60   | Odense Håndbold         | 22–30 | 30–30 |
| Brest Bretagne Handball | 49 – 55   | Team Esbjerg            | 25–28 | 24–27 |
| Budućnost BEMAX         | 46 – 55   | FTC-Rail Cargo Hungaria | 24–28 | 22–27 |
| RK Krim Mercator        | 53 – 54   | CS Rapid București      | 29–24 | 24–30 |

### Sferturile de finală
| Echipa 1                | Scor gen. | Echipa 2            | Tur   | Retur |
| ----------------------- | --------- | ------------------- | ----- | ----- |
| CS Rapid București      | 56 – 71   | Vipers Kristiansand | 25–31 | 31–40 |
| FTC-Rail Cargo Hungaria | 59 – 58   | Metz Handball       | 26–32 | 33–26 |
| Team Esbjerg            | 65 – 59   | CSM București       | 32–28 | 33–31 |
| Odense Håndbold         | 55 – 66   | Győri Audi ETO KC   | 27–29 | 28–37 |

### Final four
Câștigătoarele sferturilor de finală s-au calificat în turneul Final four. Acesta a fost găzduit de sala MVM Dome din Budapesta, Ungaria, pe 3 și 4 iunie 2023. Tragerea la sorți pentru distribuția echipelor în semifinale a a avut loc pe 9 mai 2023.

### Echipele calificate
- Vipers Kristiansand
- Győri Audi ETO KC
- FTC-Rail Cargo Hungaria
- Team Esbjerg

|  | Semifinalele Sala MVM Dome, Budapesta | Semifinalele Sala MVM Dome, Budapesta |                     |    | Finala Sala MVM Dome, Budapesta | Finala Sala MVM Dome, Budapesta |
|  |                                       |                                       |                     |    |                                 |                                 |
|  | 3 iunie 2023                          |                                       |                     |    |                                 |                                 |
|  |                                       |                                       |                     |    |                                 |                                 |
|  | Győri Audi ETO KC                     | 35                                    |                     |    |                                 |                                 |
|  | Győri Audi ETO KC                     | 35                                    | 4 iunie 2023        |    |                                 |                                 |
|  | Vipers Kristiansand                   | 37                                    |                     |    |                                 |                                 |
|  | Vipers Kristiansand                   | 37                                    | Vipers Kristiansand | 28 |                                 |                                 |
|  | 3 iunie 2023                          |                                       | Vipers Kristiansand | 28 |                                 |                                 |
|  |                                       | FTC-Rail Cargo                        | 24                  |    |                                 |                                 |
|  | FTC-Rail Cargo                        | FTC-Rail Cargo                        | 24                  | 30 |                                 |                                 |
|  | FTC-Rail Cargo                        |                                       |                     | 30 |                                 |                                 |
|  | Team Esbjerg                          | 29                                    |                     |    |                                 |                                 |
|  | Team Esbjerg                          | 29                                    | Finala mică         |    |                                 |                                 |
|  |                                       |                                       |                     |    |                                 |                                 |
|  | 4 iunie 2023                          |                                       |                     |    |                                 |                                 |
|  |                                       |                                       |                     |    |                                 |                                 |
|  | Győri Audi ETO KC                     | 28                                    |                     |    |                                 |                                 |
|  | Győri Audi ETO KC                     | 28                                    |                     |    |                                 |                                 |
|  | Team Esbjerg                          | 27                                    |                     |    |                                 |                                 |

## Clasamentul marcatoarelor
Actualizat pe 4 iunie 2023
| Poz. | Nume              | Echipă                  | Goluri |
| ---- | ----------------- | ----------------------- | ------ |
| 1    | Henny Reistad     | Team Esbjerg            | 142    |
| 2    | Markéta Jeřábková | Vipers Kristiansand     | 118    |
| 2    | Cristina Neagu    | CSM București           | 118    |
| 4    | Katrin Klujber    | FTC-Rail Cargo Hungaria | 114    |
| 5    | Ana Gros          | Győri Audi ETO KC       | 102    |
| 6    | Emily Bölk        | FTC-Rail Cargo Hungaria | 93     |
| 6    | Anniken Obaidli   | Storhamar HE            | 93     |
| 8    | Angela Malestein  | FTC-Rail Cargo Hungaria | 92     |
| 9    | Jovanka Radičević | RK Krim                 | 91     |
| 10   | Milena Raičević   | Budućnost BEMAX         | 89     |

## Premiile competiției
Pe 4 iunie s-a anunțat că Anna Viahireva a fost desemnată cea mai bună jucătoare a turneului Final four al ediției 2022-2023 a Ligii Campionilor.